# Cmentarz ewangelicki przy placu Długosza w Raciborzu

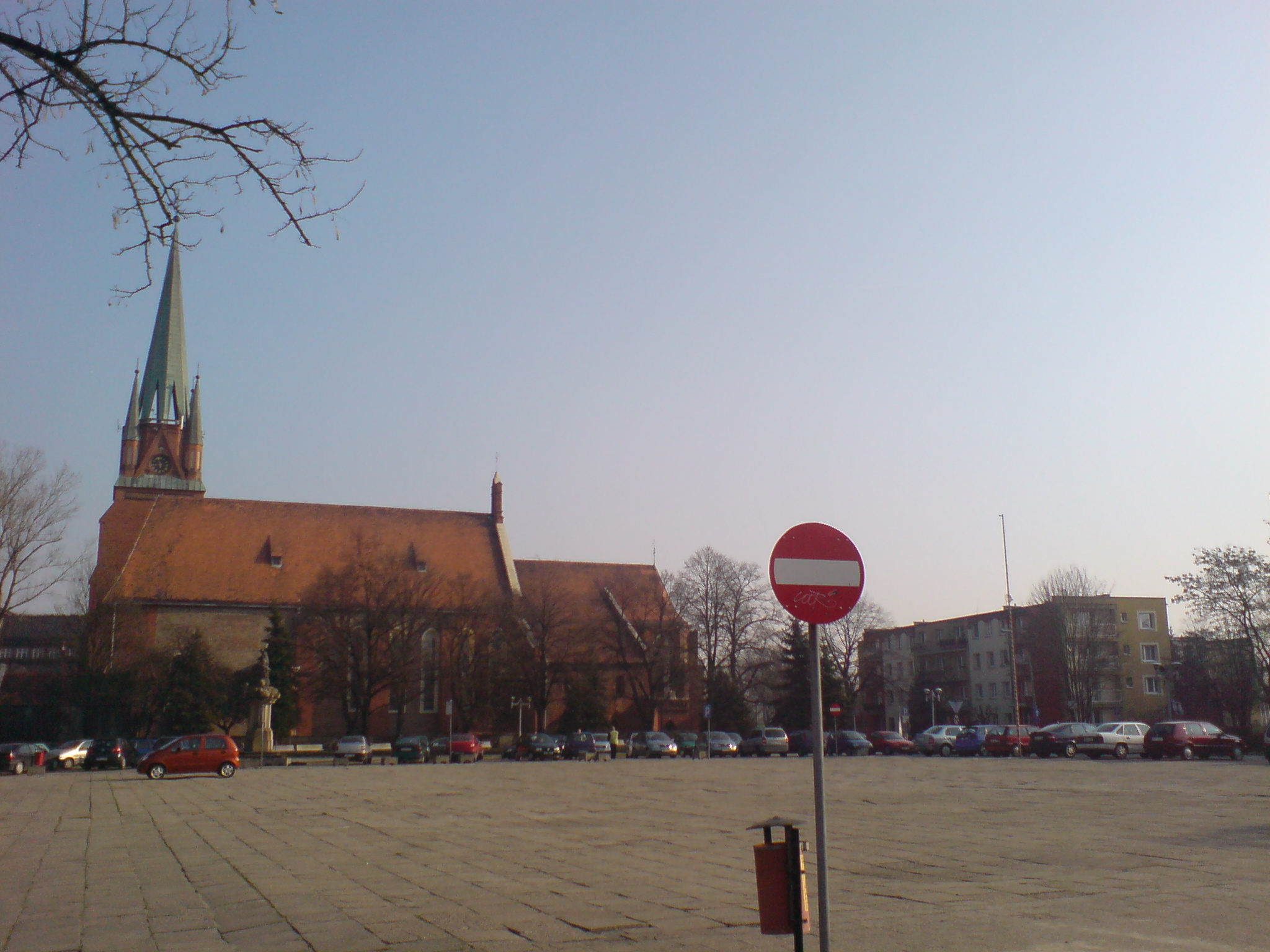
Plac Długosza

Cmentarz ewangelicki przy placu Długosza w Raciborzu – czwarty cmentarz ewangelicki, który powstał w Raciborzu, znajdował się przy obecnym placu Długosza, założony w 1740 roku.

## Historia
Burmistrz miasta Ignacy Morawiec w 1740 roku wyznaczył teren przy obecnym placu Długosza pod założenie nowego cmentarza ewangelickiego. Cmentarz poświęcony był również Marcinowi Lutrowi. Na nekropolii chowano przeważnie zmarłych i poległych żołnierzy wyznania protestanckiego.
W 1782 roku oddano do użytku kościół ewangelicki wybudowany z muru pruskiego. Położony on był blisko obecnej ulicy Basztowej. W 1830 świątyni groziło zawalenie, dlatego też rozebrano ją, a działkę wraz z cmentarzem przekazano na cele komunalne.